# Paulo César Fonseca do Nascimento
Paulo César Fonseca do Nascimento (Porto Alegre, 13 januari 1978), ook wel kortweg Tinga genoemd, is een Braziliaanse voetballer.

## Carrière
Tinga speelde tussen 1996 en 2012 voor Grêmio, Kawasaki Frontale, Botafogo, Sporting Portugal, Internacional en Borussia Dortmund. Hij tekende in 2012 bij Cruzeiro.

## Braziliaans voetbalelftal
Tinga debuteerde in 2001 in het Braziliaans nationaal elftal en speelde 4 interlands.